# Aeroporto Internacional de Hangzhou Xiaoxan
O Aeroporto Internacional de Hangzhou Xiaoshan é o principal aeroporto a servir Hangzhou, uma cidade importante no Rio Yangtze região delta da República Popular da China e capital provincial de Chequião.
O aeroporto é construído na costa sul do Rio Qiantang, no distrito de Xiaoshan e está 27 km distante do centro de Hangzhou.
Em 2009, o Aeroporto de Hangzhou teve um fluxo de 14.944.716 passageiros e se tornou o 9º mais movimentado da China. Além disso, o aeroporto foi o 8º do país em movimento de cargas e o 10º em movimento de aeronaves.

## História
O aeroporto foi planejado para ser construído em três fases. A primeira fase de construção foi iniciada em julho de 1997, e foi completada e inaugurada para o tráfego em 30 de dezembro de 2000. Ele substituiu o antigo Aeroporto de Hangzhou, que era base aérea militar e aeroporto civil ao mesmo tempo. Em setembro de 2003, o governo central da China declarou o aeroporto como internacional e, em março de 2004, o aeroporto se tornou oficialmente um aeroporto internacional, com a chegada da imigração e instalação de estruturas que foram postas em serviço.
O aeroporto foi um hub da CNAC Chequião. Após a fusão da companhia com a Air China, a última herdou o hub de Hangzhou.

## Instalações
A fase um do aeroporto ocupa 7.260 acres de terra. Ela tem capacidade para 8 milhões de passageiros e 110.000 toneladas de carga por ano, além de poder receber aeronaves do porte do Boeing 747-400. Ele tem uma pista de 3.600m em comprimento e 45m na largura. O terminal de passageiros pode receber 3.600 passageiros por hora e tem 100.000 m² de tamanho, incluindo um estacionamento subterrâneo de 22.000m². O andar de decolagens tem 36 guichês, incluindo 12 na área internacional do terminal. Há 2.900 assentos no salão de decolagens. A imigração e a área dos clientes ocupam 9.500m² do espaço do terminal.
O pátio de manobras ocupa 340.000m² de terra, e há 12 pontes de embarque e 18 portões de desembarque.
As instalações mantidas podem fazer uma B-Check em todos os tipos de aeronaves e C-Check nas aeronaves Boeing 737 a Boeing 757 .

## Transporte
A Via Expressa de Shanghai-Hangzhou-Ningbo tem uma saída do aeroporto.
Há ônibus do aeroporto para o centro de Hangzhou e Xiaoshanas além de para outras municipalidades mais distantes como Yiwu.

## Companhias Aéreas e Destinos
As seguintes aeronaves serviam Hangzhou em novembro de 2009:

### Passageiros
| Companhias                                 | Destinos |
| ------------------------------------------ | --- |
| AirAsia X                                  | Kuala Lumpur |
| Air China                                  | Beijing-Capital, Busan, Changsha, Chengdu, Chongqing, Guangzhou, Guiyang, Kunming, Sanya, Seoul-Incheon, Shenzhen, Taipei-Taoyuan, Xi'an                                                          |
| Air Macau                                  | Macau |
| All Nippon Airways operado pela Air Nippon | Osaka-Kansai, Tokyo-Narita |
| Asiana Airlines                            | Busan, Seoul-Incheon |
| China Eastern Airlines                     | Beijing-Capital, Chengdu, Dalian, Guangzhou, Guilin, Hong Kong, Kunming, Sanya, Shenzhen, Shijiazhuang, Taiyuan, Xi'an, Xiamen                                                                    |
| China Southern Airlines                    | Beijing-Capital, Changchun, Changsha, Dalian, Guangzhou, Guilin, Haikou, Harbin, Kunming, Lanzhou, Qingdao, Shenyang, Shenzhen, Wenzhou, Wuhan, Xi'an, Xiamen, Zhengzhou                          |
| China United Airlines                      | Beijing-Nanyuan |
| Deer Air                                   | Guangzhou, Kunming |
| Dragonair                                  | Hong Kong |
| EVA Air                                    | Taipei-Taoyuan |
| Hainan Airlines                            | Beijing-Capital, Guangzhou, Haikou, Harbin, Taiyuan, Xi'an |
| Hong Kong Express Airways                  | Hong Kong |
| Grand China Express Air                    | Hefei, Taiyuan |
| KLM                                        | Amsterdã |
| Mandarin Airlines                          | Kaohsiung, Taipei-Taoyuan |
| Okay Airways                               | Tianjin |
| Shandong Airlines                          | Fuzhou, Guilin, Jinan, Nanning, Qingdao, Xiamen, Yantai |
| Shanghai Airlines                          | Beijing-Capital, Guangzhou |
| Shenzhen Airlines                          | Nanning, Shenyang, Shenzhen, Zhengzhou |
| Sichuan Airlines                           | Chengdu, Chongqing, Dalian |
| TransAsia Airways                          | Kaohsiung, Taipei-Taoyuan |
| Uni Air                                    | Kaohsiung, Taichung |
| United Eagle Airlines                      | Changsha, Dalian |
| Xiamen Airlines                            | Changchun, Changsha, Chengdu, Chongqing, Dalian, Fuzhou, Jinan, Jinjiang, Macau, Nanning, Qingdao, Shenyang, Shijiazhuang, Singapore, Taiepei-Taoyuan, Taiyuan, Tianjin, Wuhan, Xiamen, Zhengzhou |

### Cargas
| Companhias         | Destinos      |
| ------------------ | ------------- |
| Korean Air         | Seoul-Incheon |
| Hong Kong Airlines | Hong Kong     |